# Мераклије
Мераклије су навијачи фудбалског клуба Радничког из Ниша. Група је настала у септембру 1989. године, три дана пред првенствену утакмицу против Црвене звезде мада је пре тога такође било организованог навијања на југу Чаира. 

## Историјат навијања у Нишу
Прво велико и организовано навијање десило се 1962. када је Раднички изборио свој први улазак у прву лигу, против Вардара из Скопља, када је неколико хиљада навијача из Ниша дошло у Скопље. Улазак Радничког у прву лигу је обележно слављем у Нишу када су стотине навијача спонтано изашле у град што је за то време било крајње непримерено. Годину дана након тога кренуло се са првом кореографијаом када се на утакмици са Црвеном звездом 23. септембра 1962. године појавио транспарент „Реал са Нишаве“ дужине 20 и висине 2 метра, што је остао надимак за ФК Раднички. 
Други велики талас навијања десио се током учешћа Радничког у Купу УЕФА 1980-83. када је навијање било много организованије. Након успеха Радничког и његовог слабљења он прелази у другу лигу, а навијачи постају грубљи у својим наступима. Након пораза од Партизана у 1983/84. навијачи упадају на терен пале заставе, сукобљавају се са Гробарима, итд, а све се завршило распадом ове навијачке групе.
Раднички се 1986. године враћа у прву лигу али је играо слабије него неколико година раније, а најзапаженије навијање је био организовани облик одласка око 500 Нишлија на сусрет са Радом у Београду. Након тога није било организовања навијача до 1989. године.

## Настанак Мераклија
У септембру 1989. године, три дана пред утакмицу са Црвеном звездом доноси се одлука о оснивању нове навијачке групе која ће бодрити Раднички. Узевши у обзир све предлоге, којих је било пуно (Мераклије, Војводе, Гвоздени пук...), најватреније присталице Радничког једногласно прихватају предлог Мераклије.
Навијачка група имала је неколико ексцеса, попут певања четничких песама, што је довело до оштрог сукоба са полицијом и неколико већих туча, а највећа је током утакмице са Војводином када су демолирани аутобуси ФК Војводина а дошло је и до сукоба са навијачима са западне трибине. Инциденти су били редовна појава при доласку клубова из Хрватске и њихових навијача, а највећи нереди су били у сукобима са милицијом пред утакмицом са Динамом из Загреба. Сама навијачка група је у то време имала око 1000 чланова што је било златно доба навијања у Нишу, а навијачи су били и из насеља из околине Ниша.
Транспасренти из тог доба су били: Мераклије-Ниш, Било куда уз Раднички свуда, Бригате Фанатико, Наисус, Реал Барабе, Бикови, Тифо Клинци... Прва званична застава Мераклија која је окачена на јужној страни чаира била је „Мераклије-Ниш“, нешто пре оснивања саме групе на утакмици против Борца из Бањалуке. 
Распадом СФРЈ група се распада, а вођство групе полако преузима млађа генерација.

## Мераклије данас
У време СРЈ и Србије навијачка група се увек трудила да истиче локални патриотизам што је често радила и кроз оштре сукобе са навијачима београдских клубова, а што је могло да се види и кроз транспаренте попут „Мењам Београд за Книн“ 1993. године. У периоду до 1998. године Мераклије су називане трећа навијачка група иза Делија и Гробара. Слабљење Групе било је идентично са слабљењем клуба, испадањем из Прве лиге итд. Захваљујући добром односу са Упрвом клуба 2000. године навијачи добијају просторије.
И поред лоших партија, лоше позиције на табели, Мераклије су остале да бодре свој тим. Године 2004. покренута је акција „Ако си Нишлија, буди Мераклија!“, а присуствовање навијача на утакмици у Нишу остао је загарантован.